# La Terre inhabitable (livre)

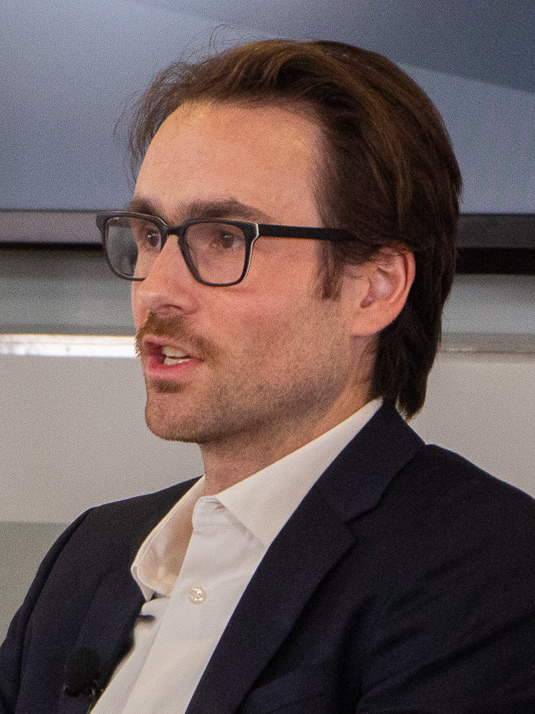
David Wallace-Wells

La Terre inhabitable - Vivre avec 4°C de plus (en anglais : The Uninhabitable Earth) est un livre de 2019 de David Wallace-Wells sur les conséquences du réchauffement climatique. Il a été inspiré par son article dans le magazine New York intitulé « The Uninhabitable Earth »,,,.

## Contenu
Le livre détaille l'article original du magazine New York déjà écrit par David Wallace-Wells avec plus de détails, notamment en analysant les discussions autour de diverses possibilités pour l'avenir de la Terre, à travers un spectre de futures plages de température prévues. Il soutient que même avec une intervention active, les effets du changement climatique auront des impacts catastrophiques dans de multiples domaines : augmentation des niveaux de la mer, événements de chaleur extrêmes, extinctions, épidémies de maladies, incendies, sécheresses, et plus grands conflits géopolitiques, entre autres.
Bien que le livre ne se concentre pas sur les solutions, il reconnaît qu'il existe des solutions pour prévenir le pire des dommages: «une taxe sur le carbone et l'appareil politique pour éliminer agressivement l'énergie sale; une nouvelle approche des pratiques agricoles et un changement de la viande et des produits laitiers dans le régime alimentaire global; et l'investissement public dans l'énergie verte et la capture du carbone».

## Réception
Le livre a été félicité pour son approche scientifique, notamment pour sa description des impacts potentiels des changements climatiques. Il a été à la fois célébré et critiqué pour ses représentations dramatiques de la vie future sur Terre.

## Adaptation à la télévision
En janvier 2020, La Terre Inhabitable serait adaptée sous la forme d'une série d'anthologie sur HBO Max. Chaque épisode portera sur les dangers du changement climatique. Adam McKay en sera le producteur exécutif.

## Publications
- David Wallace-Wells, The Uninhabitable Earth: Life after Warming, New York, USA, Tim Duggan Books, 19 février 2019 (ISBN 978-0-525-57670-9)  Hardcover edition.
- David Wallace-Wells, The Uninhabitable Earth: Life after Warming, New York, USA, Tim Duggan Books, 17 mars 2020 (ISBN 978-0-525-57671-6)  Paperback edition.
- David Wallace-Wells, La Terre inhabitable - Vivre avec 4°C de plus, Paris, Robert Laffont, 7 novembre 2019 (ISBN 978-2-221-24561-3)